# Головна вулиця (фільм)
«Головна вулиця» — драматичний фільм, знятий в США. Прем'єра в світі — 21 жовтня 2010 року. Реліз на DVD — 22 лютого 2012.

## Зміст
Фільм оповідає про реальні проблеми маленьких містечок, у яких закривається містоутворююче підприємство. Там немає роботи, немає грошей, усі прагнуть звідти виїхати, але для всіх це рідне місто, сповнене тепла й любові. Саме у такому невибагливому місці можна зустріти хлопця, здатного на справжнє почуття до дівчини, бізнесмена, який не бажає шахраювати, і племінницю, яка з ніжністю доглядає за тіткою. І для порятунку такого містечка сучасний світ не може запропонувати нічого кращого, окрім переробки токсичних відходів.

## У ролях
| Роль             | Актор                   |
| ---------------- | ----------------------- |
| Гас Леррой       | Колін Ферт              |
| Харріс Паркер    | Орландо Блум            |
| Вілла Дженкінс   | Патрісія Кларксон       |
| Мері Сандерс     | Ембер Темблін           |
| Ховард Мерсер    | Ендрю МакКарті          |
| Джорджіанна Карр | Еллен Бьорстін          |
| Френк            | Том Вопат               |
| Міртл Паркер     | Марго Мартіндейл        |
| Майор            | Ісайя Уітлок — молодший |
| Міріам           | Вікторія Кларк          |

## Виробництво
Фільм майже повністю знятий в Дареме (Північна Кароліна) в квітні і травні 2009 року. Сценарій написав письменник Хортон Фут, лауреат Пулітцерівської премії, побувавши в місті Дарем за кілька років до цього. Незабаром Фут помер. Сценарій фільму «Головна вулиця» став останнім у його фільмографії.
Компанія міріади Пікчерз купила міжнародне право на поширення в травні 2009 року. Фільм було презентовано на Каннському кінофестивалі 2009 року його виробниками і зірками. Надалі картина демонструвалася на невеликих кінофестивалях в Остіні, Індіанаполісі і Аризоні.